# Felitto
Felitto község (comune) Olaszország Campania régiójában, Salerno megyében.

## Fekvése
Felitto a Calore Lucano folyó völgyében fekszik a Monte Chianello (1314 m) lejtőin a Cilento és Vallo di Diano Nemzeti Park területén. Határai: Aquara, Bellosguardo, Castel San Lorenzo, Laurino, Magliano Vetere, Monteforte Cilento és Roccadaspide.

## Története
A település neve valószínűleg a latin fiix vagy folictum szavakból származik (jelentése: haraszt). Első írásos említése 1191-ből származik, III. Celesztin pápa egyik bullájában. A következő századokban nemesi birtok volt. A 19. században vált önálló községgé, amikor a Nápolyi Királyságban felszámolták a feudalizmust.

## Népessége
A népesség számának alakulása:

## Főbb látnivalói
- a 12. században épült vár (Castello) romjai
- az 1546-ban felszentelt Santa Maria Assunta-templom
- a 13. században épített, majd az 1600-as évek elején barokkosított Madonna del Rosari-templom